# Felines Leukämievirus
Das Feline Leukämievirus (FeLV) ist ein katzenspezifisches Virus und erhielt seinen Namen, weil der Erreger zur Entstehung der Katzenleukämie führen kann. Das feline Leukämievirus ist ein Gammaretrovirus, das in vier Subtypen (A, B, C und T) vorkommt, allerdings ist nur Subtyp A für die Erkrankung verantwortlich.
Häufig wird die Erkrankung fälschlicherweise als „feline Leukose“ und der Erreger als „felines Leukosevirus“ bezeichnet. Eine Leukose ist jedoch ein Sammelbegriff für Tumore der weißen Blutzellen. Daher ist diese Bezeichnung irreführend und sollte für die FeLV-Infektion nicht verwendet werden.

## Verbreitung
Das Virus wurde erstmals 1964 beschrieben und kommt weltweit vor. Die Übertragung erfolgt durch Aufnahme infektiösen Materials über die Schleimhäute und Bisswunden bei direktem Kontakt mit einem infizierten Tier sowie transplazentar (also über die Plazenta von der Katzenmutter auf den Fetus während der Trächtigkeit). Die Viren sind in diesen Fällen hochansteckend. Ebenfalls kann eine indirekte Übertragung durch virushaltigen Speichel bei gemeinsamer Nutzung von Futter- oder Trinkgefäßen auftreten. Dies kommt jedoch seltener vor, da das Virus gegenüber Umwelteinflüssen sehr anfällig ist: Bei Zimmertemperatur verliert es binnen weniger Minuten seine Ansteckungsfähigkeit. Auch handelsübliche Geschirrspülmittel und Haushaltsreiniger führen zu einer Inaktivierung der Viren. Die Inkubationszeit kann Monate bis Jahre dauern.
Die FeLV-Infektion ist auf Vertreter der Familie der Katzen beschränkt, andere Tiere und der Mensch sind nicht gefährdet. Das Kolostrum scheint Katzenwelpen durch passive Immunisierung während des ersten Lebensmonats zu schützen. Eine Schutzimpfung ist auch noch bei bereits infizierten Katzen möglich; sie schadet ihnen nicht, kann jedoch das Auftreten einer Leukämie und die Weiterverbreitung von Viren nicht mehr verhindern.
Nach der Infektion vermehrt sich das Virus in lymphatischen Geweben der Infektionsstelle und es kommt zu einer ersten Virämie. Anschließend kommt es zu einer weiteren Virusvermehrung in den lymphatischen Organen und zu einer zweiten, persistierenden Virämie. Die auftretende Leukämie ist eine Erkrankung der weißen Blutkörperchen (Leukozyten) und endet in der Regel mit dem Tod.